# Rienk Nauta
Rienk Nauta (Uitwellingerga, 24 oktober 1987) is een Nederlands voormalig langebaanschaatser die schaatste voor het Gewest Friesland en in 2012/2013 een seizoen meetrainde bij Team Corendon van Renate Groenewold.
Hij begon als allrounder. Bij het NK allround 2009 wist hij een 21e plaats te behalen. Het jaar daarop werd hij 18e. Vanaf het seizoen 2011 ging hij zich meer op de korte afstanden richten. Bij het NK 2011 deed hij voor het eerst mee aan de afstandkampioenschappen. Hij eindigde op de 500 en 1000m op een 18e en een 21e plaats. Ook hij reed hij drie keer het NK sprint.

## Persoonlijk records
| Afstand      | Tijd     | Datum            | Baan       |
| ------------ | -------- | ---------------- | ---------- |
| 500 meter    | 36,45    | 29 december 2010 | Heerenveen |
| 1000 meter   | 1.11,54  | 29 december 2010 | Heerenveen |
| 1500 meter   | 1.51,31  | 13 maart 2011    | Utrecht    |
| 3000 meter   | 3.56,51  | 8 februari 2010  | Heerenveen |
| 5000 meter   | 6.47,66  | 10 maart 2008    | Heerenveen |
| 10.000 meter | 14.52,64 | 17 januari 2010  | Groningen  |

## Resultaten
| Jaar | NK Afstanden       | NK Allround             | NK Sprint                |
| ---- | ------------------ | ----------------------- | ------------------------ |
| 2009 |                    | NC22 (15e, 19e, 21e, -) |                          |
| 2010 |                    | NC18 (7e, 21e, 18e, -)  |                          |
| 2011 | 18e 500m 21e 1000m |                         | 11e (16e, 11e, 13e, 11e) |
| 2012 |                    |                         | 22e (19e, 23e, 22e, 23e) |
| 2013 | 21e 500m 18e 1500m |                         | 21e (23e, 21e, 23e, 20e) |